# Marvin Sims
Marvin Sims (Columbus, 18 giugno 1957) è un ex giocatore di football americano statunitense che ha militato nel ruolo di fullback nella National Football League (NFL).

## Carriera
Sims al college giocò a football con i Clemson Tigers. Fu scelto dai Baltimore Colts come nel corso del 12º giro (324º assoluto) del Draft NFL 1980. Nella sua stagione da rookie disputò tutte le 16 partite, di cui 3 come titolare, correndo 186 yard e segnando 2 touchdown. La seconda annata fu meno produttiva, non facendo registrare alcuna statistica, pur disputando tutte le 16 partite. Si ritirò alla fine della stessa.